# Petit Traité de vélosophie

Petit traité de vélosophie est un livre écrit par Didier Tronchet en 2000. Sous un air déclaré de « mauvaise foi », l'ouvrage défend deux principes :
- Le vélo est un moyen de prendre du plaisir et de la hauteur ;
- La voiture n'a pas sa place en ville.

Dans cet ouvrage, Didier Tronchet se veut précurseur : il indique que les idées qu'il exprime sont avant-gardistes et seront bientôt reprises par la société dans son ensemble.
La version BD paraît en 2020, aux Éditions Delcourt  (ISBN 978-2-413-02467-5).